# 花村肇
花村 肇（はなむら はじめ、1940年 - ）は日本の哺乳類学者。
長野県生まれ。1963年信州大学教育学部卒。1977年愛知学院大学歯学部助教授(第2解剖学教室)、1993年愛知学院大学歯学部教授(第2解剖学教室)。
1974年愛知学院大学大学歯学博士論文の題は「ヒトおよび数種哺乳動物における臼歯歯冠近遠心径の相対的大きさについて」。

## 著書
- 花村肇 (1986), “齧歯類(目)(Rodentia)”, in 後藤仁敏; 大泰司紀之, 歯の比較解剖学, 医歯薬出版, pp. 154-161, ISBN 4263400704

## 主要論文
- 国立情報学研究所収録論文 国立情報学研究所

- 宮尾嶽雄; 両角徹郎; 両角源美; 花村肇; 佐藤信吉; 赤羽啓栄; 酒井秋男 (1963), “本州八ケ岳のネズミおよび食虫類 : 第1報 亜高山森林帶のネズミおよび食虫類”, 動物学雑誌 72 (5):  133-138, NAID 110003332675
- 酒井琢朗; 花村肇; 宮尾嶽雄 (1969), “食虫目およびツパイの歯の比較形態学的研究(分類・生態・形態)”, 動物学雑誌 78:  88, NAID 110003328429
- 宮尾嶽雄; 両角徹郎　; 両角源美; 花村肇; 佐藤信吉; 赤羽啓栄; 酒井秋男 (1963), “本州八ケ岳のネズミおよび食虫類 : 第2報 亜高山森林帶におけるヒメネズミおよびヤチネズミの性比, 体重組成および繁殖活動”, 動物学雑誌 72 (7):  187-193
- 宮尾嶽雄; 両角徹郎; 両角源美; 花村肇; 赤羽啓栄; 酒井秋男 (1964), “本州八ヶ岳のネズミおよび食虫類 : 第3報 亜高山森林帶のスミスネズミ”, 動物学雑誌 73 (7):  189-195
- 宮尾嶽雄; 赤羽啓栄; 花村肇; 佐々木泉; 藤田善和; 大賀将夫 (1964), “ドブネズミにおける下顎臼歯附加結節出現頻度の地方差(形態・内分泌)”, 動物学雑誌 73:  318
- 宮尾嶽雄; 両角徹郎; 両角源美; 赤羽啓栄; 酒井秋男; 花村肇 (1965), “本州八ケ岳のネズミおよび食虫類 第4報 : 亜高山森林帶におけるヒメヒミズおよびトガリネズミの体重組成および繁殖活動”, 動物学雑誌 74 (3):  76-81
- 宮尾嶽雄; 赤羽啓栄; 花村肇; 佐々木泉; 藤田善和; 大賀将夫 (1966), “ドブネズミの下顎臼歯における附加結節について”, 動物学雑誌 75 (8):  227-235, NAID 110003332837
- Yamada, H.; Kondo, S.; Hanamura, H.; Townsend, G.C. (2010), “Tooth size in individuals with congenitally missing teeth: A study of Japanese males”, Anthropological Science 118 (2):  87-93, doi:10.1537/ase.090706
- Kondo, S.; Naitoh, M.; Futagami, C.; Hanamura, H.; Goto, K.; Ariji, E.; Takai, M. (2009), “Observation of lateral mandibular protuberance in Taiwan macaque (Macaca cyclopis) using computed tomography imaging”, Frontiers of Oral Biology, 13, pp. 60-64
- Kondo, S.; Hanamura, H. (2009), “How does the pulpal floor of a molar tooth develop?”, Journal of Oral Biosciences, 51 (4), pp. 205-209, NAID 10027105016
- Sakai, T.; Hanamura, H. (1969), “A morphological study on the dentition of insectivora. I. Soricidae”, Aichi Gakuin Daigaku Shigakkai shi 7 (1):  1-26
- Sakai, T.; Hanamura, H. (1967), “A morphological analysis of Carabelli's cusp”, Aichi Gakuin Daigaku Shigakkai shi 5 (1):  60-72